# Мид, Уильям
Уильям Мид (англ. William Rutherford Mead; 1846—1928) — американский архитектор. Сооснователь архитектурной фирмы «McKim, Mead & White», эпохи Позолоченного века в США; другими его партнёрами по компании были Чарльз Макким и Стэнфорд Уайт.

## Биография и творчество
Родился 20 августа 1846 года в Нью-Йорке (по другим данным в городе Братлборо, штат Вермонт). 

### Семья
Его отец Larkin Goldsmith Mead был известным адвокатом, а мать Mary Jane Noyes — сестрой американского священника и философа John Humphrey Noyes. Уильям был двоюродным братом президента США Ратерфорда Хейса. Его родная сестра Элинор была замужем за писателем Уильямом Хоуэллсом, а младший брат Ларкин (англ.  Larkin Goldsmith Mead) стал скульптором. 

### Образование и деятельность
Мид два года проучился в Норвичском университете и затем окончил Амхерстский колледж в 1867 году. Позже изучал архитектуру у George Fletcher Babb в фирме известного архитектора Russell Sturgis в Нью-Йорке.
В ноябре 1883 года Уильям женился в Будапеште на Olga Kilyeni (1850—1936). После этого они переехали в Рим, где Мид активно участвовал в работе American Academy in Rome — художественной и исследовательской академии, детища Маккима. Уильям Мид был президентом академии в 1910—1928 годах. 
Уильям Мид ушел в отставку в 1920 году и умер  от сердечного приступа 19 июня 1928 года в Париже. Был похоронен на кладбище Campo Cestio в Риме, Италия.
Уильям стал последним из живых партнеров-основателей фирмы. Его имущество перешло к жене Ольге, которая переехала к своей сестре в Нью-Йорк, где и умерла 10 апреля 1936 года в своих апартаментах в отеле Sherry-Netherland. Была похоронена рядом с мужем.
Имущество супругов, не имеющих детей, перешло попечителям Амхерстского колледжа. Эти деньги были использованы для строительства Mead Art Building, разработанного «McKim, Mead & White» и построенного в 1949 году. В настоящее время здесь находится Художественный музей Мида.

## Заслуги
В 1902 году король Италии Виктор Эммануил III наградил Мида орденом Короны Италии за его работу по внедрению римского и итальянского архитектурных стилей эпохи Возрождения в Америке. В этом же году Амхерстский колледж удостоил архитектора почетной степени доктора права. В 1909 году он получил степень Master of Science Норвичского университета. 